# Лосгайм-ам-Зее
Лосгайм-ам-Зее (нім. Losheim am See) — громада в Німеччині, знаходиться в землі Саар. Входить до складу району Мерциг-Вадерн.
Площа — 96,79 км2. Населення становить 15 983 ос. (станом на 31 грудня 2021).